# Sciara ruficauda
Sciara ruficauda är en tvåvingeart som beskrevs av Johann Wilhelm Meigen 1818. Sciara ruficauda ingår i släktet Sciara och familjen sorgmyggor. Arten är reproducerande i Sverige. Inga underarter finns listade i Catalogue of Life.